# Euxoa muscosa
Euxoa muscosa är en fjärilsart som beskrevs av Augustus Radcliffe Grote 1883. Euxoa muscosa ingår i släktet Euxoa och familjen nattflyn. Inga underarter finns listade i Catalogue of Life.